# رندو د لا بگا
رندو د لا بگا (به اسپانیایی: Renedo de la Vega) یک شهرستان در اسپانیا است که در استان پالنسیا واقع شده‌است.

## خصوصیات
رندو د لا بگا ۲۲ کیلومترمربع مساحت و ۲۵۶ نفر جمعیت دارد.